# Sovánka Károly
Sovánka Károly (szlovákul Karol Šovánka; Zayugróc, 1893. március 7. – Östringen, 1961. május 4.) festőművész, grafikus, szobrász, vadász.

## Élete
Az üvegfúvó, fafaragó Sovánka István harmadik gyermeke. Felesége Emma, gyermekeik Ilona (1920) és István (1922-1945) voltak. Fiuk az az orosz fronton esett el.
Elvégezte az apja által vezetett szakiskolát. Ezután 1898-1903 között Budapesten a Magyar Királyi Iparművészeti Iskolában, Mátrai Lajos professzor vezetése alatt szobrászatot tanult. Ösztöndíjjal két évig Brüsszelben, Charles van der Stappen szobrász keze alatt tanult, majd ismét Budapesten Zala György szobrász műtermében dolgozott. Bejárta a párizsi és berlini akadémiát, hogy tapasztalatokat szerezzen. Hazatérése után felajánlottak számára egy tanári állást a pozsonyi művészeti akadémián, illetve a késmárki rajz- és alkotóművészeti iskola igazgatói székét is. Mégis inkább mint szabad tervező és rajzoló lett a késmárki Wein-vászongyár hímzőműhelyében. Plasztikákat és jelvényeket is készített.
Az első világháborúban a kárpáti harcokban orosz golyó zúzta szét a jobb karját, emiatt felhagyott a szobrászattal, és bal kezével elsősorban a festészet és grafika felé fordult. Leszerelése után Késmárkon telepedett le, és 1918-ban megnősült. Tájképeiről, vadászati témájú festményeiről és állatábrázolásairól ismert. Prágában, Brünnben, Késmárkon és Budapesten (Nemzeti Szalon) is kiállított. A berlini kiállításon a csehszlovák pavilon tervezésében is részt vett. Jurán Vidor barátja volt.
A második világháború után Csehországba deportálták, de 1946 után visszatért Szlovákiába és Pozsonyban telepedett le. Nagyrészt Kistapolcsányban időzött, vadászott, alkotott. 1949 után az Állambiztonsági Hivatal üldöztetései miatt kiutazási engedélyt kért Österingenbe és 1950-ben lánya után kivándorolt Németországba. Folytatva a munkát, monumentális képeket festett német és amerikai galériák számára.
Művei többek között a Szlovák Nemzeti Galériában, a Kelet-szlovákiai Galériában, a Nyitrai Galériában, a szentantali múzeumban és a tótmegyeri kastélyban találhatóak. A Nimród - Képes vadászati és verseny sportújságban jelentek meg vadászati, természeti témájú rajzai, illetve a csehszlovákiai Nimród 1924. évfolyam címképének szerzője. A Lovec és a Vadászlap illusztrátora volt, illetve az első 1926-ban Poprádon megrendezett szlovenszkói vadászati kiállítás diorámáját festette. A pozsonyi Szlovák Festő Klub és a Szlovenszkói Vadászati Védegylet tagja volt. Rengeteg szénrajz és festmény maradt utána. 1931-ben egy nyírfajdot ajándékozott a Debreceni Református Kollégium Főgimnáziumának.
Keszthelyi Jenő festette meg portréját.

## Művei
- Martin Rázus(wd) késmárki emléktáblája

- 1920-1930 Szarvas (olaj)
- 1925-1930 Téli táj (olaj)
- 1935-1940 Erdei út télen (olaj)
- 1940-1949 Magas-Tátra (olaj)
- 1980 Tél a hegyekben (olaj)
- Szenvedés (gipsz)

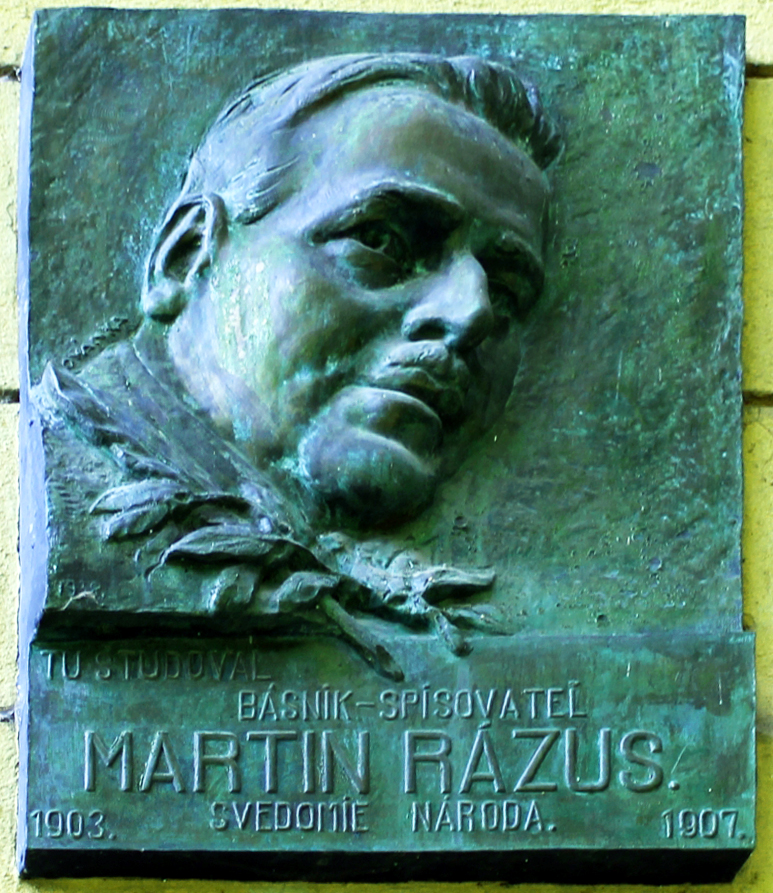
Martin Rázus késmárki emléktáblája

- A budapesti Szabadság-szoborra is adott be pályatervet (1905)[7]